# Herkimer (villa)
Herkimer es una villa ubicada en el condado de Herkimer, en el estado estadounidense de Nueva York. En el año 2010 tenía una población de 7,743 habitantes.

## Geografía
Herkimer se encuentra ubicada en las coordenadas 43°1′34″N 74°59′25″O / 43.02611, -74.99028.

## Demografía
Según la Oficina del Censo en 2000 los ingresos medios por hogar en la localidad eran de $24,762, y los ingresos medios por familia eran $38,892. Los hombres tenían unos ingresos medios de $30,266 frente a los $19,438 para las mujeres. La renta per cápita para la localidad era de $16,498. Alrededor del 14.8% de la población estaban por debajo del umbral de pobreza.